# Callos a la madrileña

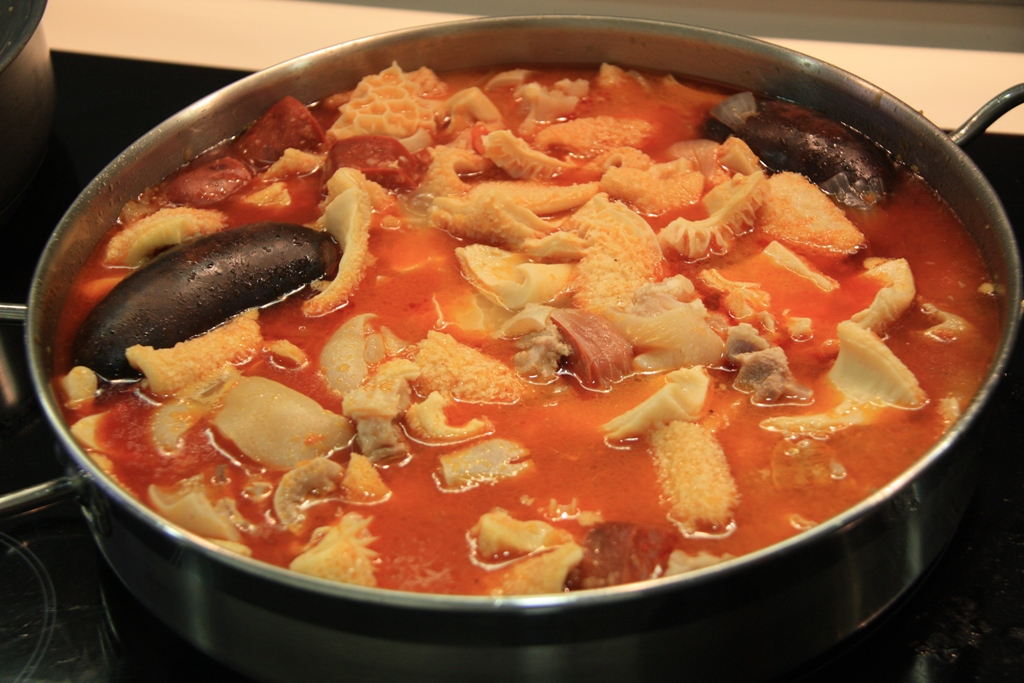
Callos cociéndose en una olla

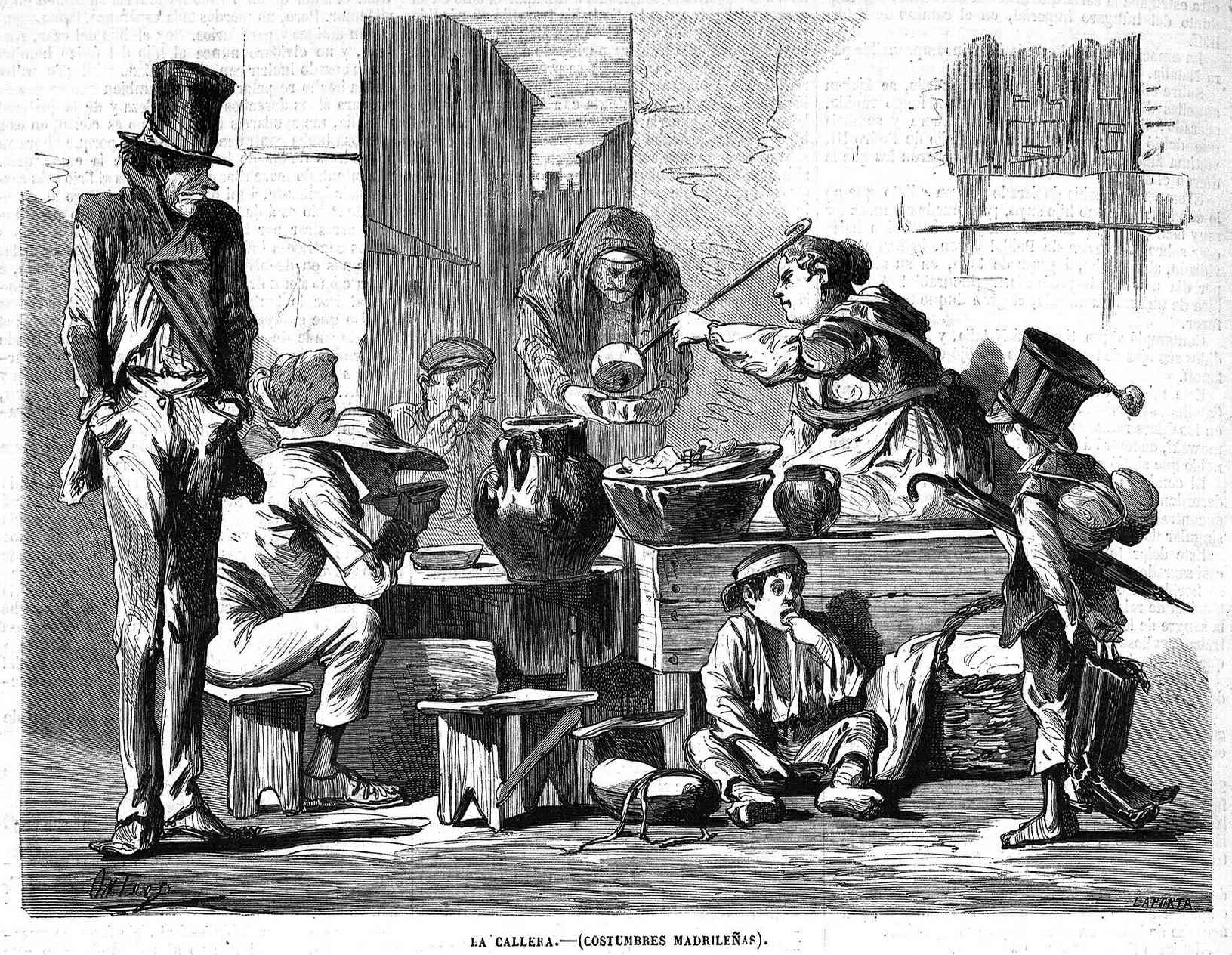
«La callera (costumbres madrileñas)», de Francisco Ortego, en El Museo Universal, 1869.

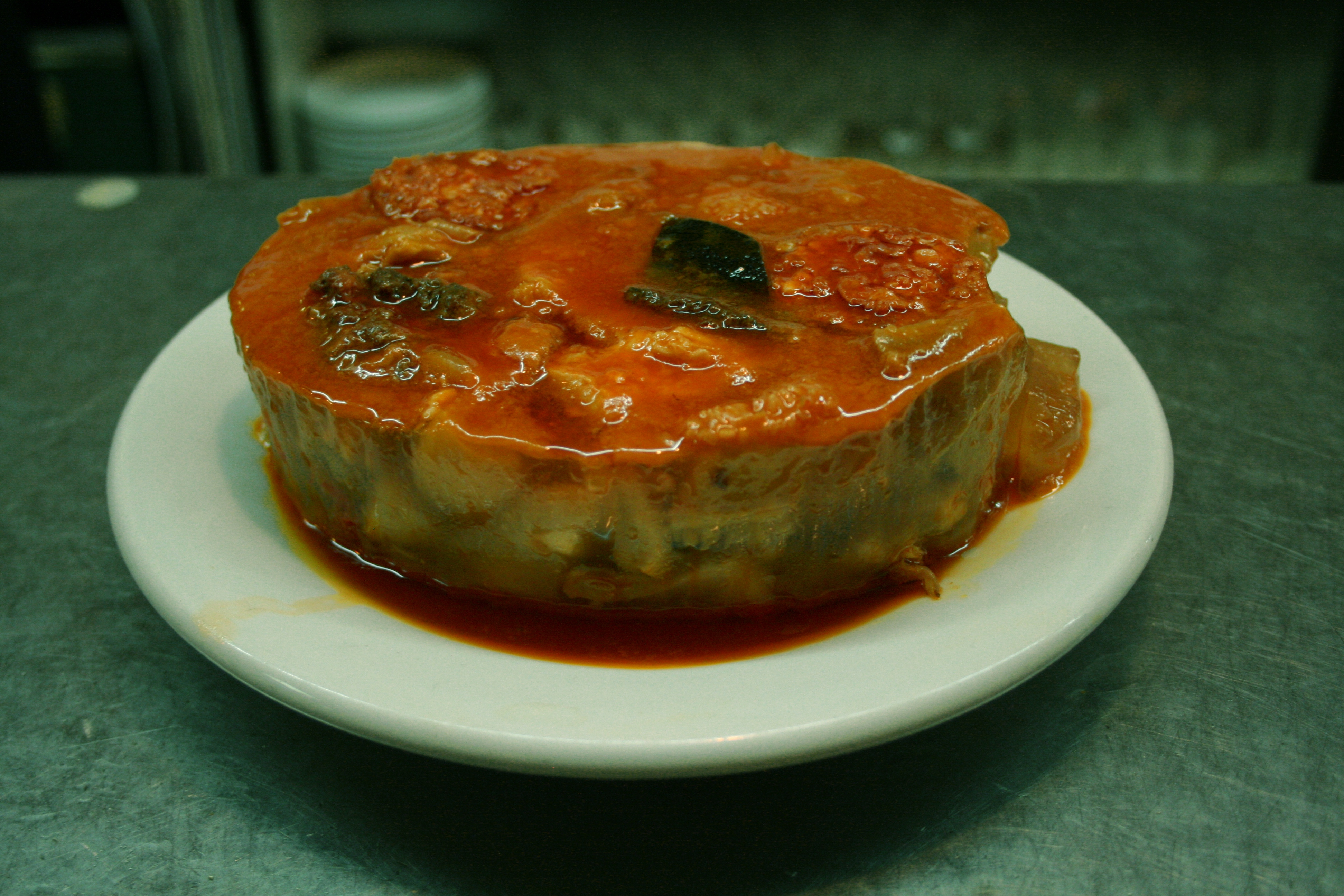
Gelatina de callos a la madrileña.

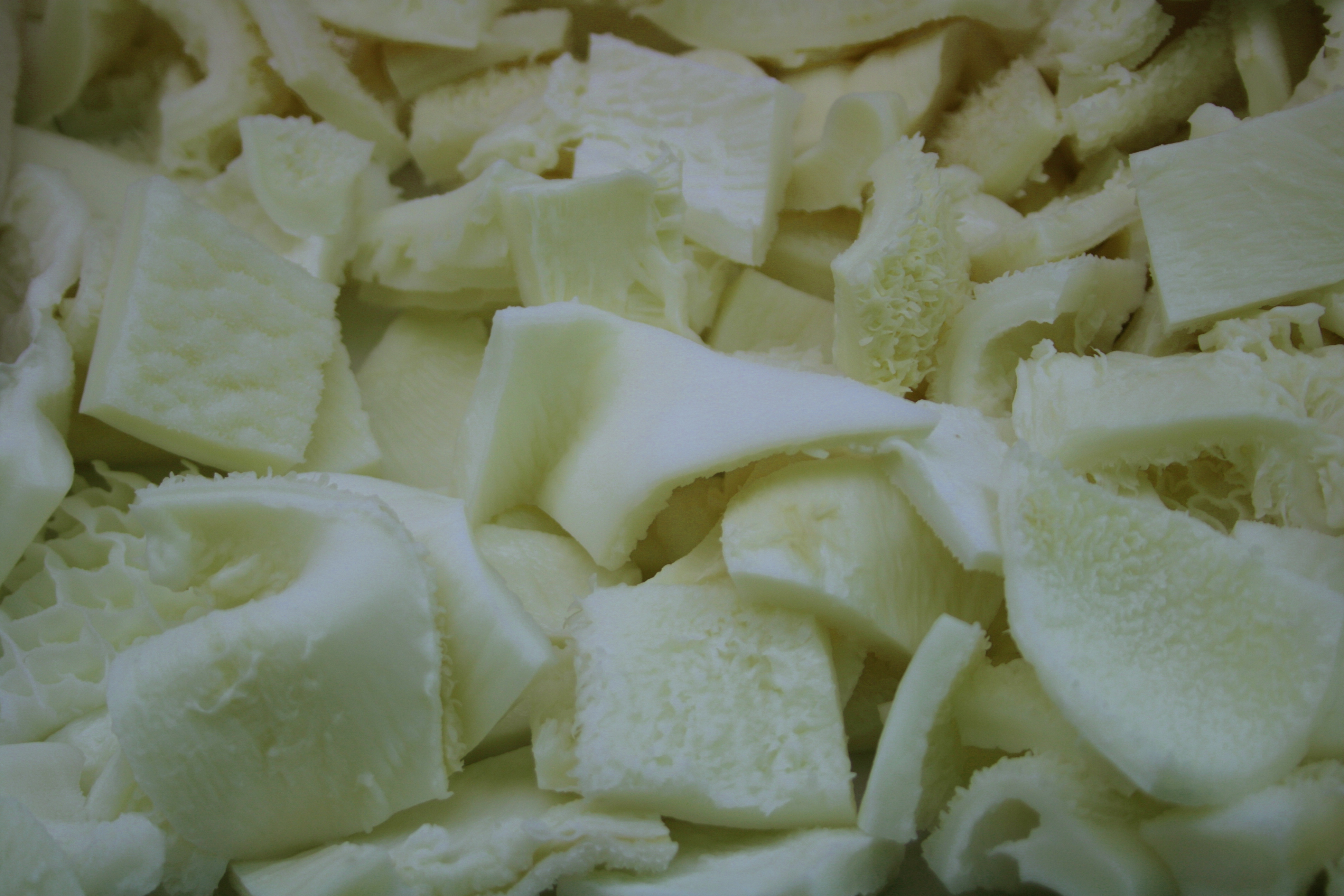
Callos crudos y preparados antes de ser guisados (vista de casquería).

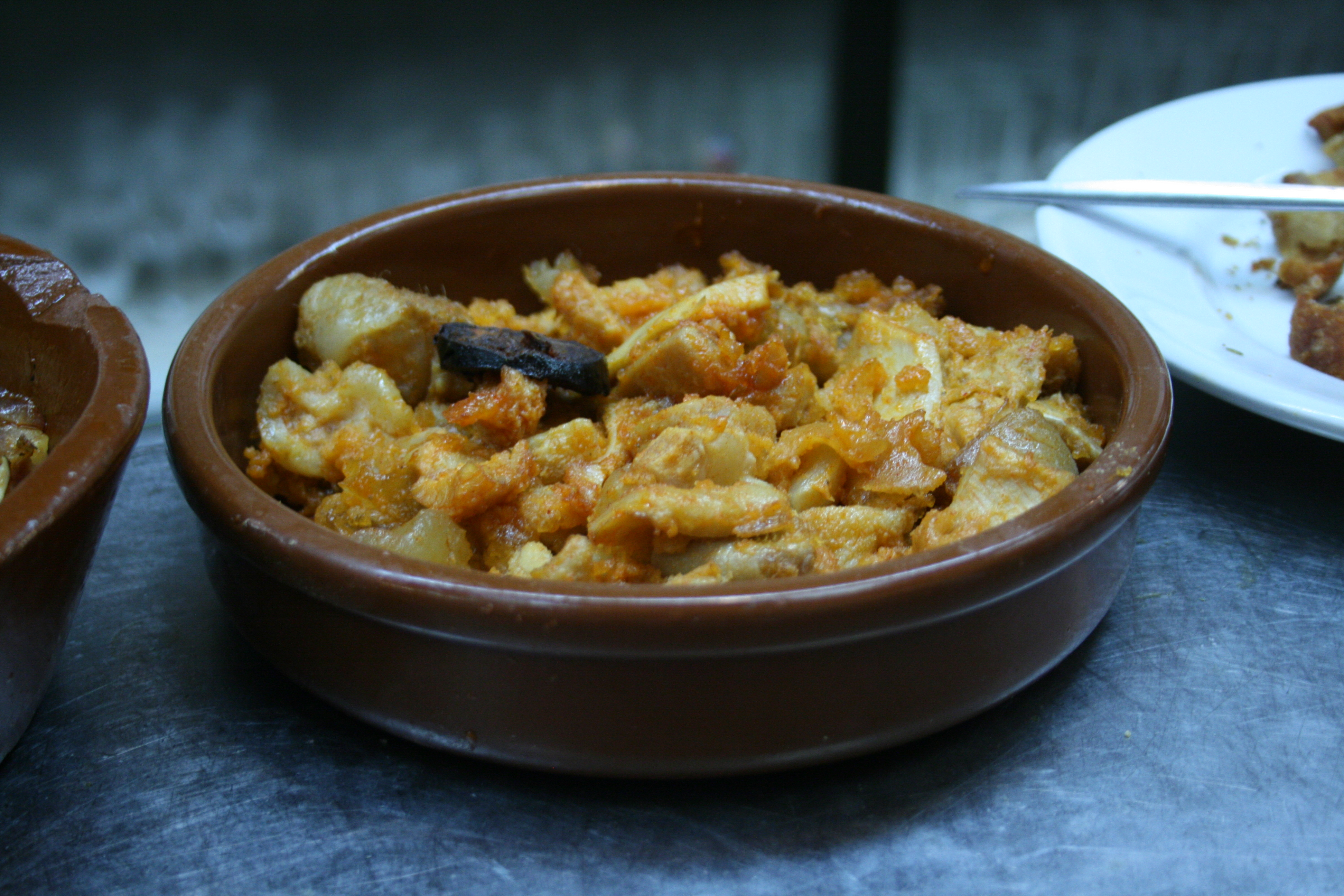
Callos en cazuela de barro a la manera tradicional.

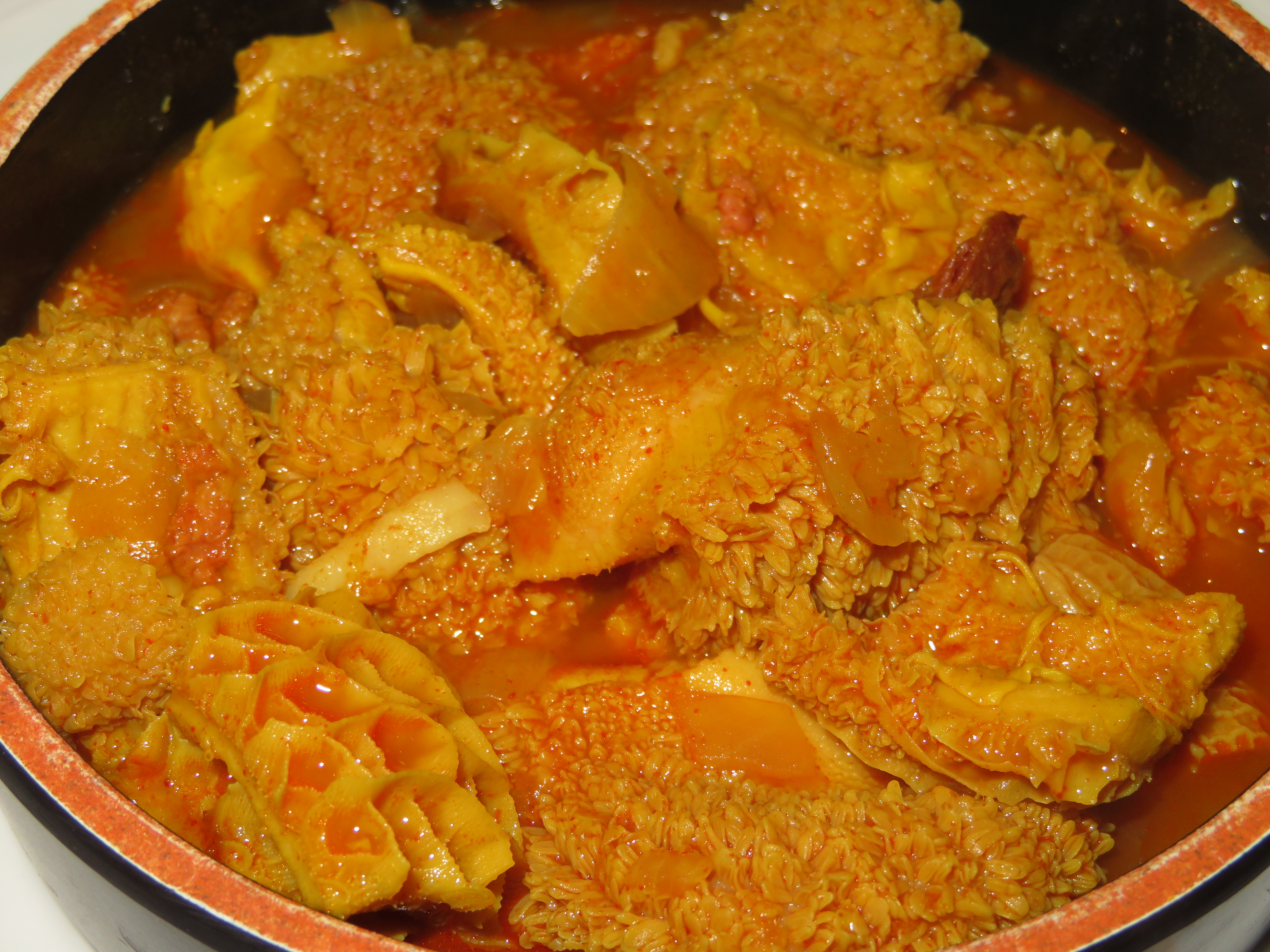
Ración de callos cocidos de ternera

Los callos a la madrileña son uno de los platos más típicos del invierno madrileño (España). Se elabora principalmente con tripas de vaca que se ofrecen por regla general en las casquerías existentes cerca de las carnicerías de la capital madrileña. Los callos son entendidos como pedazos de estómago de vaca o de carnero que se comen guisados. Es un plato que se suele servir caliente en una cacerola de barro y acompañados de rodajas de chorizo (chorizo de Cantimpalos) y morcilla, y jamón entreverado. Se considera un plato relativamente barato debido al bajo coste de sus ingredientes. Junto con el cocido madrileño es un plato identificativo de la gastronomía de Madrid.

## Historia
Se desconoce el origen de este plato en la gastronomía madrileña, existen recetas del mismo que datan del año 1599 que en el libro Guzmán de Alfarache de Mateo Alemán menciona el plato de callos como: “revoltillos hechos de las tripas, con algo de los callos del vientre”. Ya en el año 1607 Domingo Hernández de Maceras presenta una receta de callos bajo la denominación: "De manjar blanco de callos de vaca". Es un plato que nació en tabernas y que acabó con el tiempo en los más prestigiosos restaurantes, como es Casa Ricardo, fundado en el año 1935, Figuran los callos en su carta, y mencionado como uno de sus platos estrella, Se sabe  también que se ofrece en un menú de Lhardy ya en pleno siglo XIX.

## Características
Este típico plato se ofrece en numerosos bares y restaurantes de la capital. Por regla general los callos proceden de diversas partes de la anatomía de la vaca (vísceras, morro y patas) y suelen estar acompañados de chorizo (cortados en forma de ruedas o rodajas) y morcilla. Se menciona que lo ideal es que sean de ternera. Las vísceras se deben lavar durante casi veinticuatro horas, hoy en día esto se puede evitar ya que se venden limpias en las casquerías. Los ingredientes se cocinan muy lentamente en un caldo de carne con pimentón (algo que les proporcionan ese color rojo característico), salsa de tomate, especias (Clavo de olor, hoja de laurel, nuez moscada, tomillo, romero) y ajo, de tal forma que mediante la cocción (que sin ser viva, sea animada) la gelatina de los elementos cárnicos que se desprenda y se homogenice entre los diversos ingredientes. Algunos autores discuten la posibilidad de incluir o no, el morro.
Su elevado tiempo de cocción les hace ser un plato muy elaborado y complicado, apto solo para restaurantes o grandes familias que consumen una gran porción de los mismos en breve tiempo. Esta es una de las razones por las que ya no son elaborados artesanalmente en las casas, por el contrario se pueden adquirir en supermercados ya precocinados. Es un plato que suele tener un ligero sabor picante debido al empleo de guindillas durante su elaboración. Se trata de un plato de gusto adquirido con gran aporte calórico y de grasas que suele asustar a los extranjeros. Es frecuente encontrarlo como tapa en bares. Servido muy caliente (abrasando) para que no se deje "agelinar" y que pueda tener una textura fluida durante su consumo. Esta característica lo convierte en un plato ideal para los meses de invierno. Es un plato que está más sabroso al hacerse de un día para otro, pero en ningún caso deben durar más de una semana.

## Maridaje
Hay autores que definen el origen tabernario de este plato, y por ello aconsejan como maridaje servir vino tinto en abundancia, quedando la duda de si se debe emplear un vino joven o por el contrario un reserva. Algunos otros mencionan la posibilidad acertada de acompañar los callos con un vino blanco. Aunque hay quien prefiere uno tinto de alta graduación y de cuerpo, como un vino de arganda. La literatura ha mencionado siempre los vinos de Madrid como los más apropiados para acompañar a este plato. 

## Diferencias
Este plato se encuentra en diversas partes de la geografía española, en algunos casos como en el Sur de España se dice que su procedencia se explica de la conexión marítima de las Capitanías de Ferrol y de Cádiz, por regla general los callos del sur son más aromáticos (con sazonado de hierbabuena), careciendo de morcilla en su contenido. Los callos asturianos poseen la morcilla asturiana que les confiere un fuerte aroma ahumado. En Cataluña y en Murcia este plato se elabora acompañado de garbanzos (callos o mondongo con garbanzos). En Europa los callos se pueden encontrar en diversas partes: en Francia se toman "al estilo de Caen", en Portugal se hace lo propio con las tripas à moda do Porto, en Italia con la ‘tripa a la florentina" (aunque cuentan con muchas variantes regionales) y son un plato muy popular de las cocinas turca y balcánica tomarlos en una sopa. Cada lugar posee un cambio sutil en la receta lugareña que le distingue de los demás. En Chile, tienen un plato típico como "Guatitas a la jardinera", contiene verduras, aliños y se le agrega salsa de tomate acompañada con arroz, se les puede llamar "callos a la madrileña", "callos a la española" o "guatitas a la española". En lugar de chorizo le agregan longaniza y patas de ternera. En el Perú, el Cau cau es una variación acompañada de arroz.
En México se elaboran las tripas en los típicos tacos de tripa o en un plato caldoso picante llamado "Pancita o Menudo" dependiendo de la región del país. En el Sur se acompaña de garbanzo.